# Świdrówka
Świdrówka – wieś w Polsce, położona w województwie małopolskim, w powiecie dąbrowskim, w gminie Szczucin.
W latach 1975–1998 miejscowość administracyjnie należała do województwa tarnowskiego.
| SIMC    | Nazwa   | Rodzaj    |
| ------- | ------- | --------- |
| 0831190 | Zalesie | część wsi |